# 120e régiment d'infanterie (France)
Pour les articles homonymes, voir 120e régiment.
Le 120e régiment d'infanterie (120e RI) est un régiment d'infanterie de l'armée de terre française créé sous Napoléon Ier à partir de deux régiments provisoires de l'armée d'Espagne en 1808. Dissous en 1814, il est brièvement recréé pendant la guerre franco-allemande de 1870 puis en 1872. Il participe à la Première et à la Seconde Guerre mondiale. Il est dissous depuis 1940.

## Création et différentes dénominations
- 1808 : création du 120e régiment d'infanterie de ligne ;
- 1814 : dissolution ;
- 1er novembre 1870 : le 20e régiments de marche deviennent le 120e régiment d'infanterie de ligne ;
- 1er avril 1871 : licenciement ;
- 4 mai 1872 : nouvelle création du 120e régiment d'infanterie de ligne par changement du nom du 135e régiment d'infanterie;
- 1914 : à la mobilisation, il forme le 320e régiment d'infanterie ;
- 1923 : nouvelle dissolution ; les traditions sont gardées par le 155e régiment d'infanterie ;
- 1939 : nouvelle création du 120e régiment d'infanterie ;
- 1940 : nouvelle dissolution.

## Chefs de corps
| Période                                 | Nom                                                     |
| --------------------------------------- | ------------------------------------------------------- |
| Du 28 août 1808 au 12 novembre 1808     | Colonel Antoine Lafond (1750 - 1826)                    |
| Du 28 août 1808 au 12/11/1808           | Colonel Antoine Lafond (1750 - 1826)                    |
| Du 13 novembre 1808 au 6 février 1812   | Colonel Étienne Gauthier (1761 - ?)                     |
| Du 7 février 1812 au 31 août 1813       | Colonel Joseph Bouthmy (1774 - 1813)                    |
| Du 1er septembre 1813 à 1814            | Colonel Louis Nicole (1767- ?)                          |
| Du 28 septembre 1870 au 7 décembre 1870 | Lieutenant-colonel Jules Désiré Hecquet (1824 - 1884)   |
| Du 30 octobre 1870 au 4 avril 1872      | Lieutenant-colonel Édouard Louis Maxime de Boisdenemets |
| Du 8 décembre 1870 au 24 janvier 1871   | Lieutenant-colonel Toussaint Marie Donniot              |
| Du 25 janvier 1871 au 1er avril 1871    | Colonel Jules Désiré Hecquet (1824 - 1884) :            |
| Du 4 avril 1872 au 13 janvier 1879      | Colonel Édouard Louis Maxime de Boisdenemets            |
| Du 14 janvier 1879 au 4 mai 1885        | Colonel Duval                                           |
| Du 5 mai 1885 au 7 mars 1887            | Colonel Vinciguerra                                     |
| Du 8 mars 1887 au 24 novembre 1890      | Colonel Nicolas Lebel (1838 - 1891)                     |
| Du 25 novembre 1890 au 22 mars 1891     | Colonel Servières                                       |
| Du 23 mars 1891 à ?                     | Colonel Paul Émile Ferdinand Dietrich                   |
| (...)                                   |                                                         |
| 1905                                    | Colonel Louis Leguay                                    |
| (...)                                   |                                                         |
| Du 2 septembre 1914 au 14 août 1915     | Lieutenant-colonel Nicolas Georges Girard               |
| (...)                                   |                                                         |
| Du 20 novembre 1916 au 23 février 1917  | Colonel Nicolas Georges Girard                          |
| (...)                                   |                                                         |
| 1939                                    | Colonel Louis du Couëdic de Kergoaler                   |
| De 1939 à 1940                          | Colonel Chrétien                                        |

## Historique des garnisons, combats et batailles du120eRI

### Guerres de la Révolution et de l'Empire
- Elle ne cite pas suffisamment ses sources. Vous pouvez indiquer les passages à sourcer avec {{référence nécessaire}} ou {{Référence souhaitée}}, et inclure les références utiles en les liant aux notes de bas de page. (Marqué depuis septembre 2020)
- Elle contient une ou plusieurs listes. Le texte gagnerait à être rédigé sous la forme d’un ou plusieurs paragraphes synthétiques, afin d’être plus agréable à lire. (Marqué depuis septembre 2020)

- 1808-1814 : Espagne ;
  - 14 juillet 1808 : Bataille de Medina de Rioseco ;
  - 10 novembre 1808 : combats de Burgos ;
  - 10 et 11 juin 1809 : combats de Santander ;
  - 22 juillet 1812 : bataille des Arapiles ;
  - 21 juin 1813 : bataille de Vitoria ;
  - du 27 au 30 juillet 1813 : combats près de Pampelune ;
  - 31 août 1813 : combat de la Bidassoa ;
  - du 9 au 13 décembre 1813 : combats devant Bayonne ;
  - 27 février 1814 : bataille d'Orthez ;
  - 10 avril 1814 : bataille de Toulouse ;

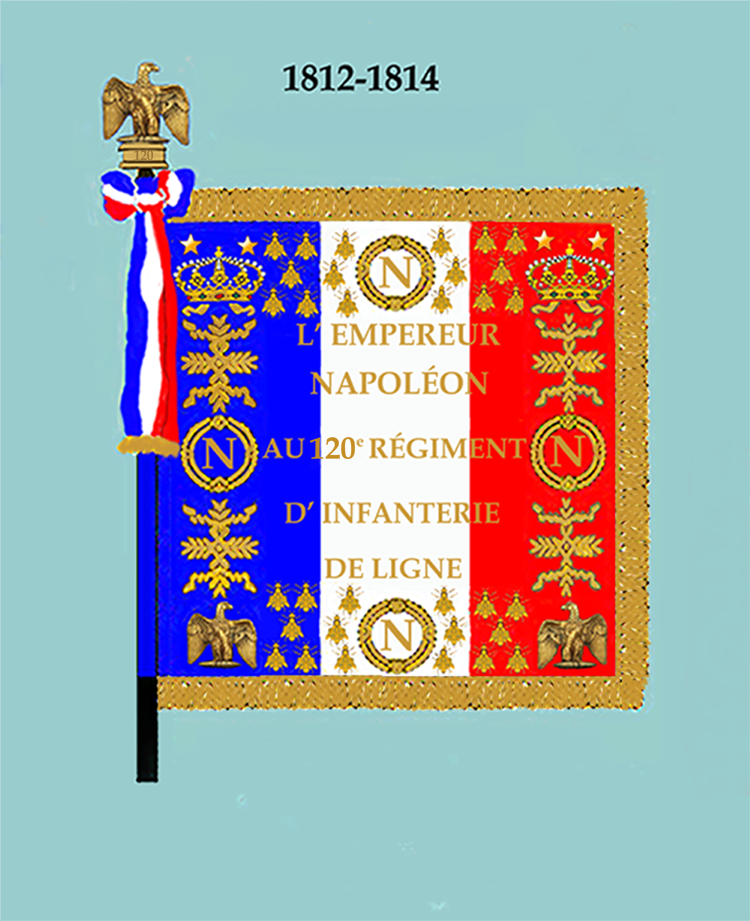
en 1814 : Campagne de France.  - Drapeau modèle de 1812 (avers)
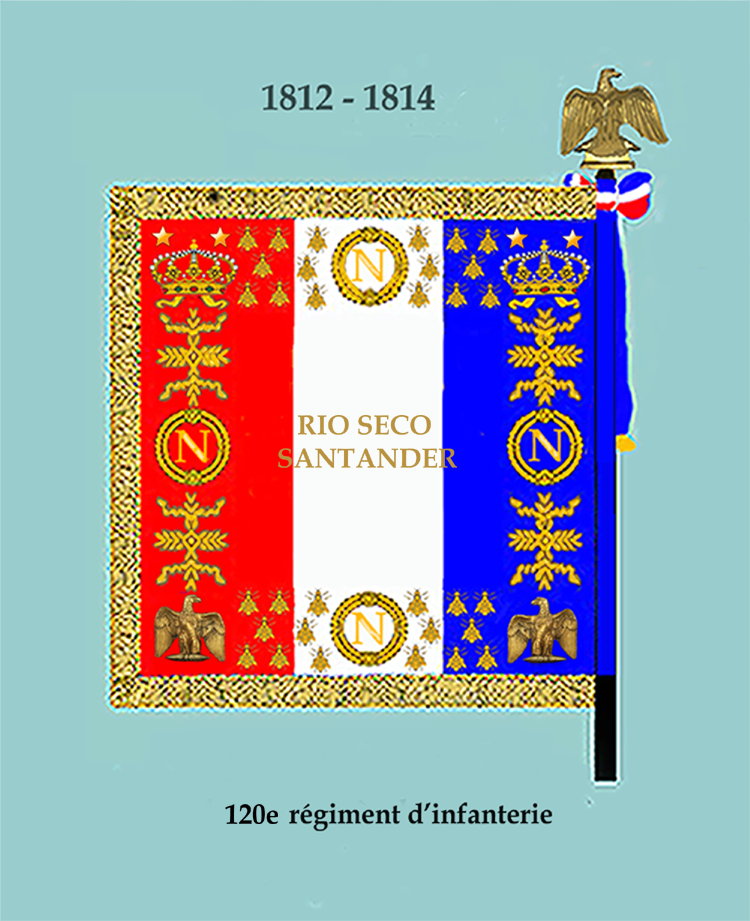
Drapeau modèle de 1812 (revers)
  - Drapeau modèle de 1812 (revers)

### Guerre de 1870
De 1815 à 1870, le numéro 120 reste vacant jusqu'à ce que la défaite du Second Empire pendant la guerre franco-allemande de 1870 force à la création de nouveaux régiments.
En août 1870, le 20e régiment d'infanterie de marche est mis sur pied à partir des dépôts des 73e, 83e et 87e régiments d'infanterie, afin de défendre Paris menacé par les Prussiens. Le 1er novembre 1870, ce régiment de marche devient le 120e régiment d'infanterie de ligne. Le régiment, est d'abord rattaché au 14e corps d’armée, puis à partir du 7 novembre 1870 au 2e corps de la 2e armée de Paris et le 5 décembre au 1er corps de cette même armée.
Du 29 novembre au 3 décembre 1870, le régiment tient le front pendant la bataille de Champigny restant à son poste pilonné par l'artillerie allemande. Le 21 décembre, il combat au Bourget. Resté dans la zone du Bourget, le régiment souffre fortement du froid. Il participe le 19 janvier 1871 à la vaine tentative de sortie à Buzenval. À l'issue du cessez-le-feu du 28 janvier 1871, le régiment est désarmé le 16 février mais reste en garnison à Paris. Le 120e régiment d'infanterie est licencié le 1er avril 1871.

### 1872 à 1914

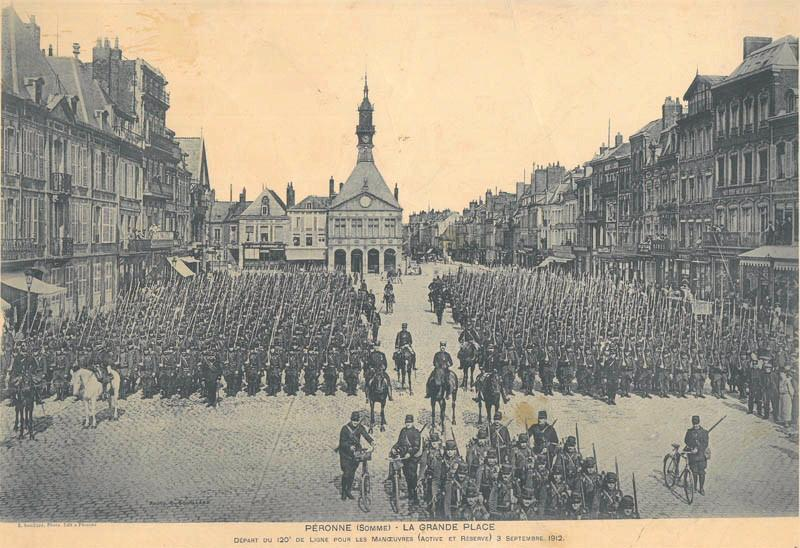
Le RI rassemblé à Péronne le 3 9 1912.

Le 120e régiment d'infanterie est recréé le 1er mai 1872, par changement de nom du 135e régiment d'infanterie.

### Première Guerre mondiale
- Elle ne cite pas suffisamment ses sources. Vous pouvez indiquer les passages à sourcer avec {{référence nécessaire}} ou {{Référence souhaitée}}, et inclure les références utiles en les liant aux notes de bas de page. (Marqué depuis septembre 2020)
- Elle contient une ou plusieurs listes. Le texte gagnerait à être rédigé sous la forme d’un ou plusieurs paragraphes synthétiques, afin d’être plus agréable à lire. (Marqué depuis septembre 2020)

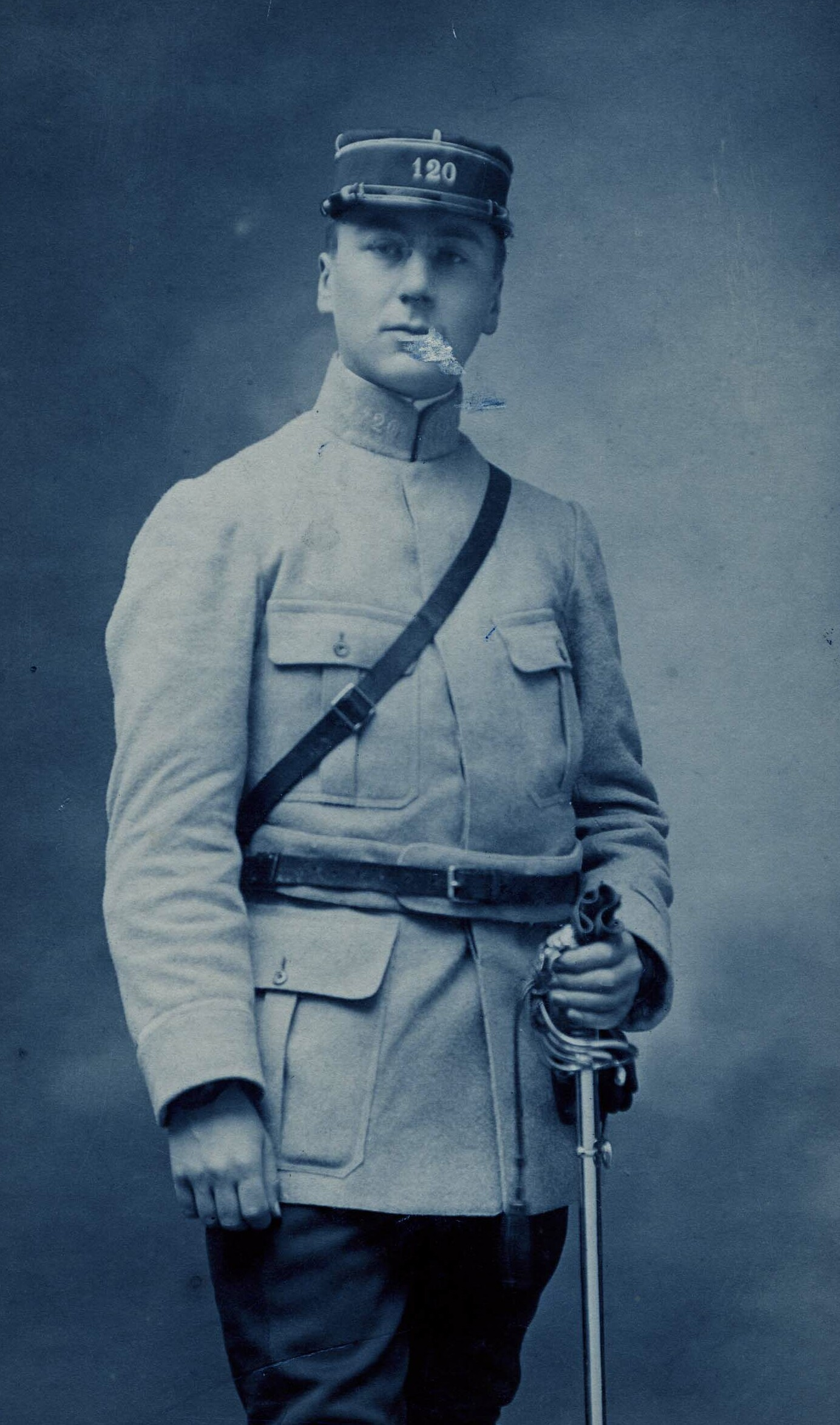
Portrait d'un sous-lieutenant du en 1915.

- En août 1914, le régiment de réserve du 120e, sous le nom de 320e régiment d'infanterie est constitué à Péronne (Somme)[réf. nécessaire] ;
- jusqu'à la fin de la guerre, le 120e RI est rattaché, à la 4e division d'infanterie[11] ;
- 1914 : après une garnison à Stenay depuis le 9 octobre 1913, la bataille de Virton (Belgique) décime les rangs de ce régiment surtout le 22 août 1914 ; bataille de la Marne, offensives d'Argonne, Bagatelle...;
- 1915 : Argonne, Bataille de Champagne...;
- 1916 : bataille de Verdun, du Fort de Douaumont...;
- 1917 : offensive de l'Aisne au nord de Reims, Berry-au-Bac...;
- 1918 : Aisne, seconde bataille de la Marne, Champagne, Lorraine... En 1918 : le régiment reçoit une citation : "Superbe régiment, a fait preuve de son mordant dans l'attaque".

### Entre-deux-guerres

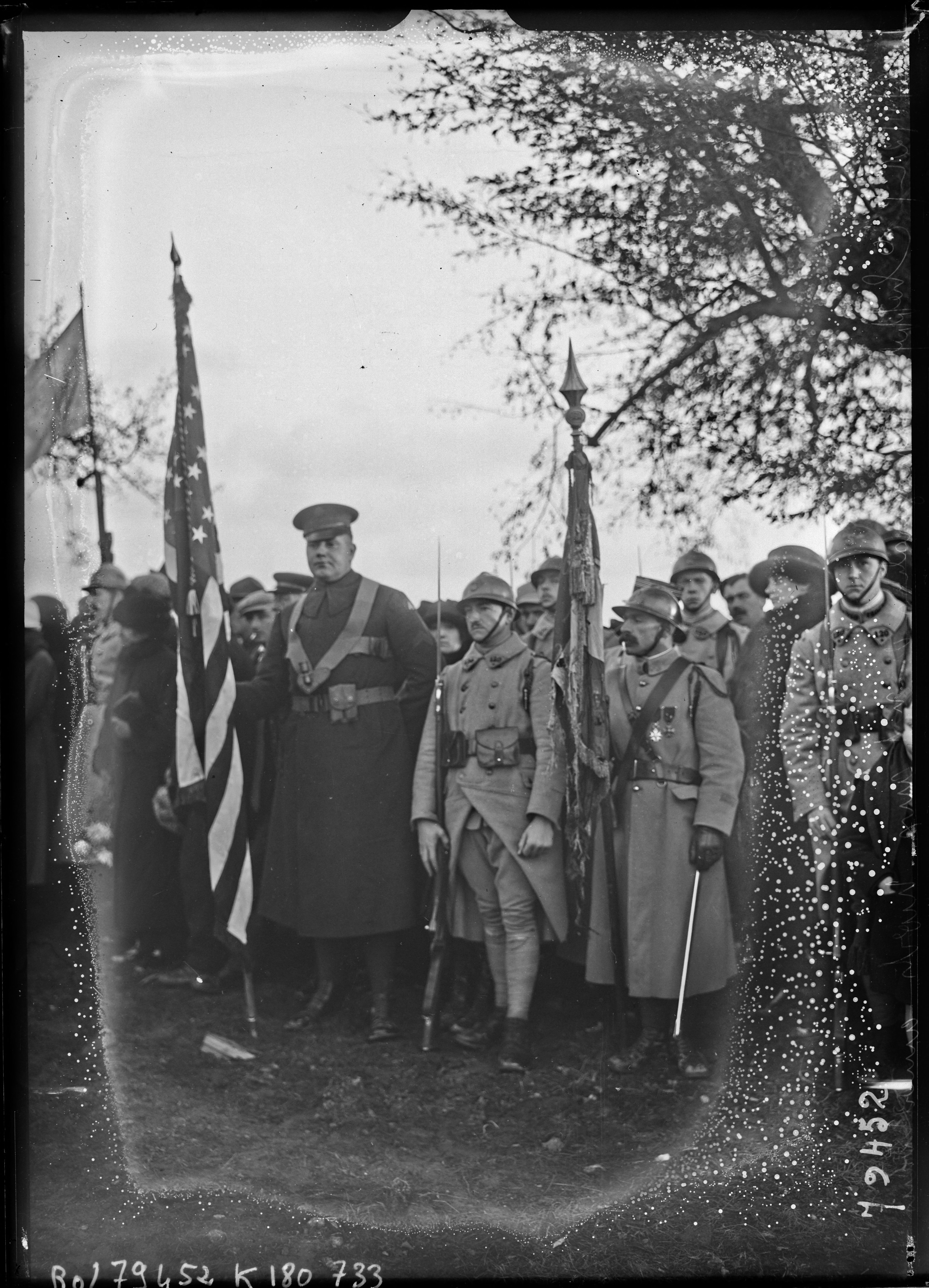
Le drapeau du à côté de celui du américain à Cheppy le 5/11/1922.

Le régiment est dissous le 10 avril 1923.

### Seconde Guerre mondiale

#### Drôle de guerre
Formé le 8 septembre 1939 sous les ordres du colonel Chrétien, il appartient à la 71e division d'infanterie. Celle-ci est d'abord affectée au renforcement du 136e régiment d'infanterie de forteresse qui occupe en Belgique le sous-secteur de Mouzon (secteur fortifié de Montmédy), elle est alors l'une des deux divisions du Xe corps d'armée (2e armée) dont elle constitue l'aile droite. En avril 1940, la 71e DI est remplacée par la 3e division d'infanterie nord-africaine et se place alors en réserve de la 2e armée dans la région de Machault – Semide, derrière l'aile gauche de l'armée.

#### Bataille de France
Lors de la bataille de France, le régiment disparait dans le chaos de la percée de Sedan. Une partie des rescapés recrée le 83e régiment d'infanterie en juin.

## Traditions et uniformes

### Drapeau, décoration, fourragère
Le drapeau du régiment porte, cousues en lettres d'or dans ses plis, les inscriptions suivantes :
- Rio Seco 1808
- Santander 1809
- Arapiles 1812
- Toulouse 1814
- La Marne 1914
- Verdun 1916
- Champagne 1915-1918

Le régiment est décoré de la Croix de guerre 1914-1918 avec deux palmes (deux citations à l'ordre de l'armée et a reçu la Fourragère aux couleurs du ruban de la Croix de guerre 1914-1918.

Drapeau du 120e régiment d'infanterie, avec ses batailles.
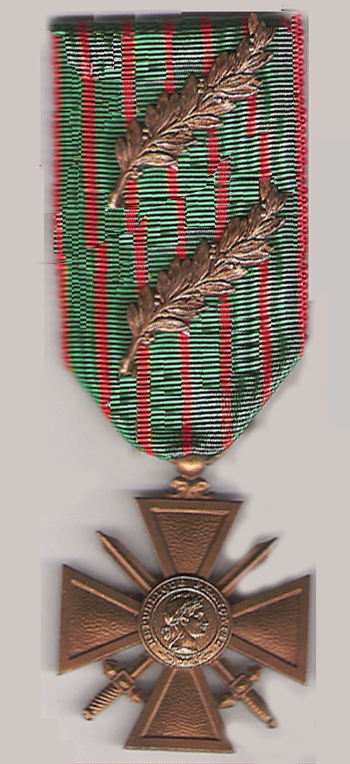
Croix de guerre 1914-1918 française (recto) avec 2 palmes (deux citations à l'ordre de l'Armée).
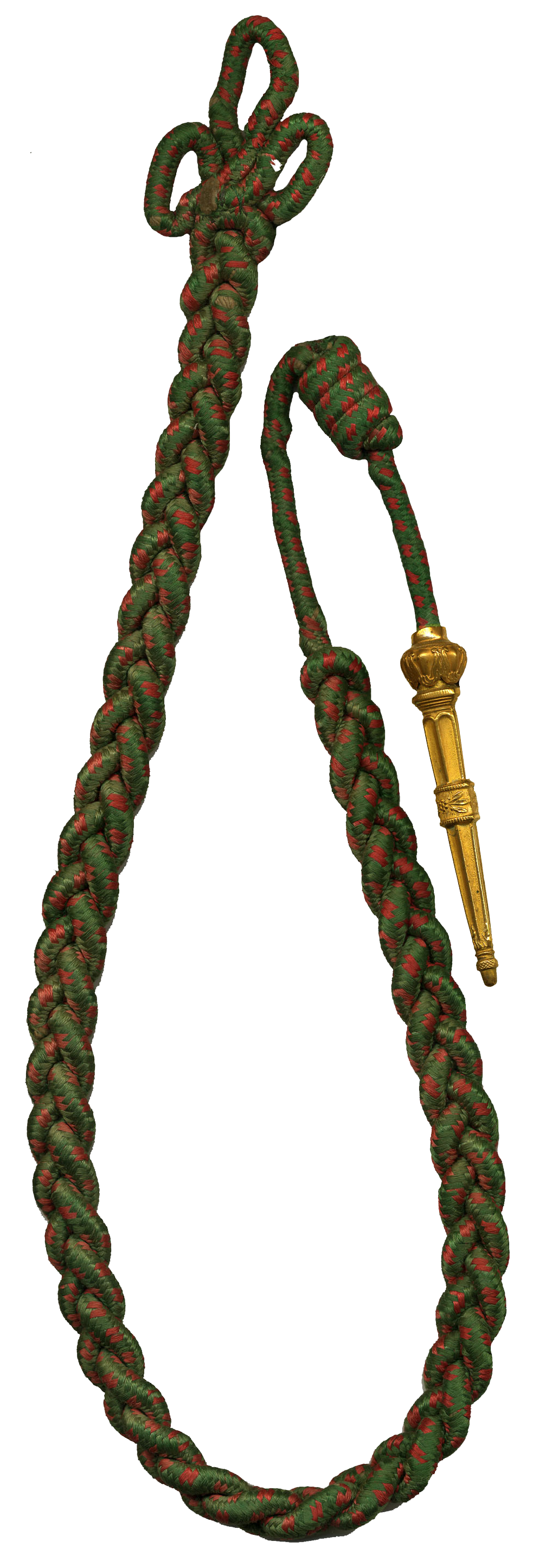
Fourragère aux couleurs de la Croix de guerre 1914-1918

## Personnalités ayant servi au120eRI
- Maurice Chambon (1889-1915), professeur de grec, sous-lieutenant au régiment à sa mort en avril 1915. Son nom est inscrit au Panthéon dans la liste des 560 écrivains morts pour la France.
- Géry Déchin (1882-1915), sculpteur français, au régiment de 1914 à sa mort en 1915.
- Henri Gérard, chef de bataillon, promoteur du cyclisme militaire, fondateur des compagnies cyclistes et co-inventeur de la bicyclette pliante "Gérard" (1859-1908) a servi au régiment de 1906 à 1908^^^ ;
- Hubert Henry, qui fut au centre de l'affaire Dreyfus[réf. souhaitée] ;
- colonel Nicolas Lebel (1838-1891), inventeur du fusil Lebel, au régiment de 1886[17] à 1890[18] ;
- Paul Pau (1848-1932), capitaine au régiment de 1872 à 1881[19] ;
- Pierre Le Moign' (1913-1974), compagnon de la Libération, au régiment en 1939-1940[20].
- Lucien Rottée (1893-1945), directeur central des Renseignements généraux des brigades spéciales
- Antoine Villermin (1889-1914), instituteur et poète. Son nom est inscrit au Panthéon parmi les 560 écrivains morts pour la France lors de la Première Guerre mondiale.

## Sources et bibliographie
- Bibliographie[Laquelle ?] fournie par le musée du château de Vincennes.
- Vermeil de Conchard, Historique du 120e régiment d'infanterie, Imprimerie Albert Dury, 1892 (lire en ligne).
- Historique du 120e régiment d'infanterie pendant la guerre 1914-1918, Paris, Watelet, 1932, 67 p., lire en ligne sur Gallica.
- Général Andolenko, Recueil d'Historiques de l'Infanterie Française, Eurimprim, 1969.
- Paul-André Lesort, Quelques jours de mai-juin 40 : mémoire, témoignage, histoire, Paris, Seuil, 1992, 236 p. (ISBN 2-02-013624-4 et 978-2-02-013624-2, OCLC 33407783, présentation en ligne)
- Bruno Barrier, Les chasseurs cyclistes au combat, Cambrésis Terre d'Histoire, 2017.